# Barbara Dalibard

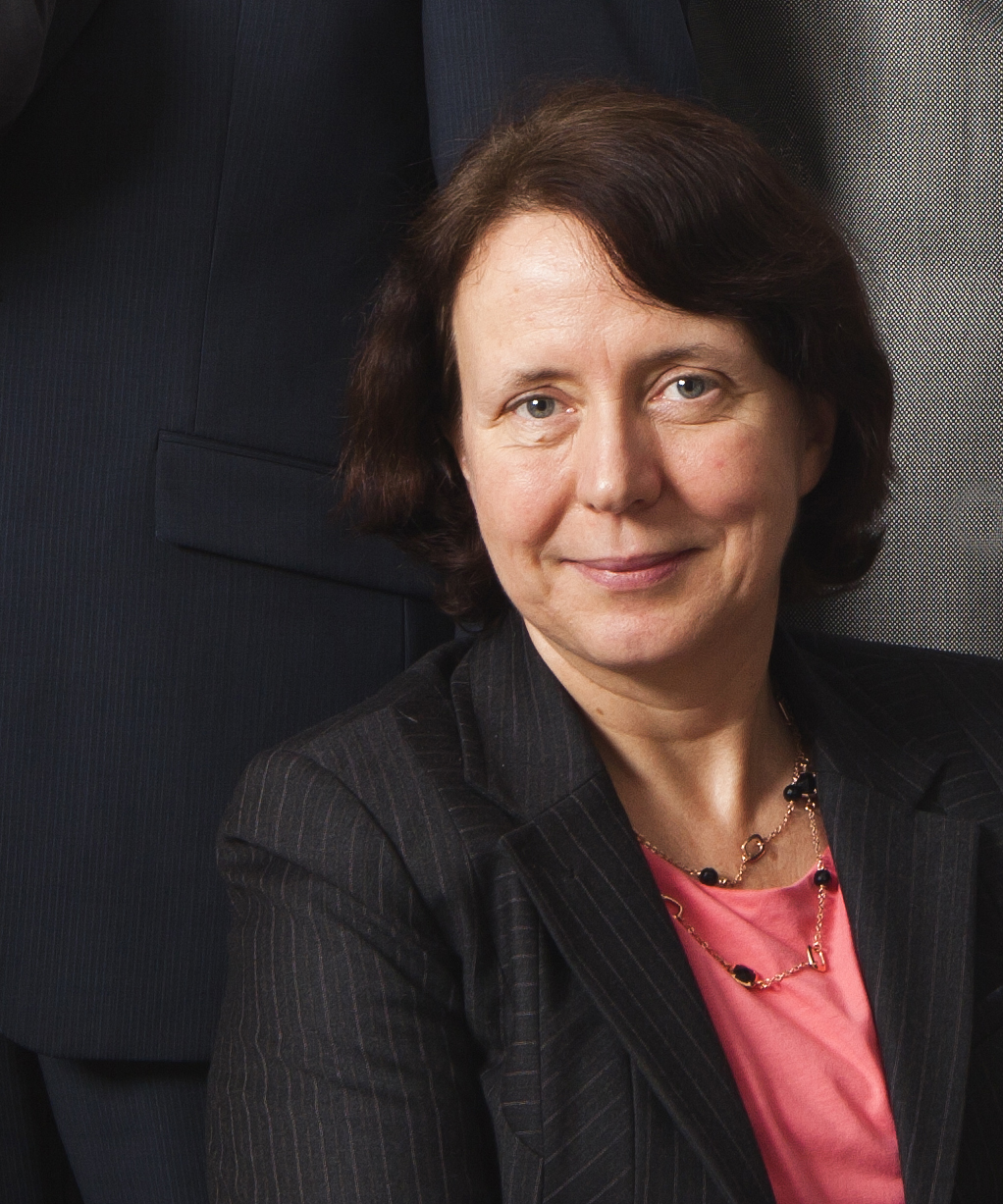
Barbara Dalibard, 2011

Barbara Marguerite Dalibard, geborene Barbara Ploux (* 23. Mai 1958 in Suresnes) ist eine französische Ingenieurin und Wirtschaftsführerin. Die ersten 25 Jahre ihrer Karriere verbrachte sie im Bereich der Informations- und Kommunikationstechnik in Frankreich und auf internationaler Ebene. Seit Juli 2016 hat sie die Position des Chief Executive Officer (CEO) der Société internationale de télécommunication aéronautique (SITA) inne. Sie ist Mitglied der Académie des technologies.

## Leben
Barbara Dalibard entstammt einer Familie Widerstandskämpfer und ist die Enkelin von Suzanne Ploux, Abgeordnete des Finistère und Staatssekretärin des Bildungsministers Joseph Fontanet (1973–1974), und von Antoine Vourc'h, Abgeordneter und Senator des Finistère. Sie ist die Tochter von Anne Vourc'h und Yves Ploux, Marineoffizier. Sie ist mit Jean Dalibard verheiratet, einem französischen Physiker, Mitglied der Académie des sciences und Inhaber des Lehrstuhls "Atome und Strahlung" am Collège de France. Sie haben drei Kinder, darunter die Mathematikerin Anne-Laure Dalibard.

## Bildung
Nach dem Besuch des Lycée Louis-le-Grand in Paris trat sie 1977 in die École normale supérieure de jeunes filles ein. Sie ist diplomierte Mathematikerin. Sie ist außerdem Diplomingenieurin der École nationale supérieure des télécommunications (ENST) und Ehrengeneralingenieurin des Corps des mines.

## Karriere

### France Télécom (1982–1998)
Barbara Dalibard verbrachte einen großen Teil ihrer Karriere bei France Telecom. Sie war insbesondere für den Aufbau des ersten französischen Netzes RENATER verantwortlich, das auf Internettechnologie und Dienstleistungsangeboten unter Verwendung von Informations- und Kommunikationstechnik basiert.
Im Jahr 1992 wurde sie zur Leiterin des technischen Kundendienstes für Großkunden und 1995 zur Leiterin des Firmenkundendienstes ernannt.

### Alcatel (1998–2001)
1998 wurde Barbara Dalibard Leiterin von Alcanet International, einer Tochtergesellschaft von Alcatel, bevor sie im folgenden Jahr zur Vizepräsidentin Frankreich der Alcatel CIT-Gruppe ernannt wurde. Dort war sie drei Jahre lang an der Entwicklung von ADSL und 3G in Frankreich mit den neuen Telekommunikationsbetreibern beteiligt.

### Orange (2001–2010)
Im Jahr 2001 kehrte sie als Direktorin des Orange Unternehmensmarktes (Mobilfunk) zur Orange Gruppe zurück und wurde zwei Jahre später zur Vizepräsidentin des Bereichs Enterprise Solutions (SCE) befördert, der Telekommunikations- und IT-Dienstleistungen für die größten multinationalen Unternehmen der Welt anbietet. Alle von ihr geleiteten Aktivitäten wurden im Juni 2006 in Orange Business Services umbenannt.

### SNCF (2010–2016)
Im Jahr 2010 wurde Barbara Dalibard zur Generaldirektorin von SNCF Voyages ernannt. Sie arbeitete insbesondere an der Entmaterialisierung des Fahrkartenverkaufs, an neuen Anwendungen zur Fahrgastinformation und an der Ausstattung aller Zugbegleiter mit Smartphones.
Im Jahr 2012 hat Barbara Dalibard im Vorgriff auf die Öffnung des Busmarktes einen neuen internationalen Fernbusdienst, Idbus, eingeführt. Um möglichst vielen Menschen den Zugang zum Hochgeschwindigkeitsverkehr zu ermöglichen, brachte sie im darauf folgenden Jahr Ouigo auf den Markt, den ersten kostengünstigen Hochgeschwindigkeitszug der Welt.
Auf ihre Anregung hin erweiterte die SNCF ihr Mobilitätsangebot und entwickelte einen Tür-zu-Tür-Service für ihre Kunden, der Fahrten vom Wohnort bis zum Zielort umfasst. Zu diesem Zweck hat die SNCF den französischen Carsharing-Spezialisten idVroom übernommen.
Im Jahr 2014 wurde sie zur Generaldirektorin von SNCF Voyageurs ernannt, die die Aktivitäten von SNCF Voyages, Transport express régional (TER), Intercités, Transilien und Gares et Connexions umfasst, d. h. 16,2 Milliarden Euro Umsatz, mehr als 70.000 Mitarbeiter und 4 Millionen Fahrgäste pro Tag.

### SITA (2016)
Am 30. März 2016 gab die Société Internationale de Télécommunication Aéronautique (SITA) ihre Ernennung zum Chief Executive Officer (CEO) der auf Kommunikations- und IT-Dienstleistungen für die Luftfahrtindustrie spezialisierten Genossenschaft ab 1. Juli 2016 bekannt. Florence Parly, ehemalige Staatssekretärin für den Haushalt von 2000 bis 2002, hat am 1. Mai 2016 die Nachfolge von Barbara Dalibard als Leiterin von SNCF Voyageurs angetreten.

## Mandate
- Michelin: Mitglied des Aufsichtsrats seit 16. Mai 2008, Vorsitzende des Vergütungs- und Nominierungsausschusses seit Oktober 2015; Vorsitzende des Aufsichtsrats ab 2021.[11]
- Eurostar International Limited: Mitglied des Verwaltungsrats von 2010 bis 2016.[12]
- École polytechnique: Mitglied des Verwaltungsrats seit 2014.[13]
- Société Générale: Sie war Mitglied des Verwaltungsrats von 2015 bis 2019[14].

## Auszeichnungen
- 2017: Offizier der Ehrenlegion (Ritter seit 2009).[15]
- 2016: Mitglied der Académie des technologies.[16]
- 2015: Ehrendoktorwürde der École Polytechnique de Montréal.[12]
- 2012: Offizier des Nationalen Verdienstordens Ordre national du Mérite[17]